# Phường 9, thành phố Vĩnh Long
Phường 9 là một phường cũ thuộc thành phố Vĩnh Long, tỉnh Vĩnh Long, Việt Nam.

## Địa lý
Phường 9 nằm ở phía tây thành phố Vĩnh Long, có vị trí địa lý:
- Phía đông giáp Phường 1
- Phía tây giáp phường Trường An
- Phía nam giáp Phường 8 và huyện Long Hồ
- Phía bắc giáp huyện Long Hồ.

Phường 9 có diện tích 4,69 km², dân số năm 2006 là 10.301 người, mật độ dân số đạt 2.196 người/km².
Phường 9 là một đô thị phát triển dân cư - dịch vụ của thành phố Vĩnh Long về hướng Tây, trong tương lai sẽ là trung tâm hành chính, trung tâm văn hoá cấp tỉnh. Khu đô thị phường 9 được tổ chức hình thành một khu dân cư theo mô hình phát triển mới gắn với các dịch vụ - thương mại, nhằm phát huy lợi thế về vị trí, dân cư, tài nguyên của thành phố Vĩnh Long.

## Hành chính
Phường 9 được chia thành 5 khóm: 1, 2, 3, 4, 5.